# Українські отамани

Логотип команди

Українські Отамани — напівпрофесійна боксерська команда, створена наприкінці 2012 року, виступає в боксерській лізі World Series Boxing (WSB). Головний тренер — Михайло Мельник.
Команда створена Українською федерацією боксу для виступу в популярній боксерській серії. Перший виступ відбувся 16 листопада 2012 року.

## Склад команди

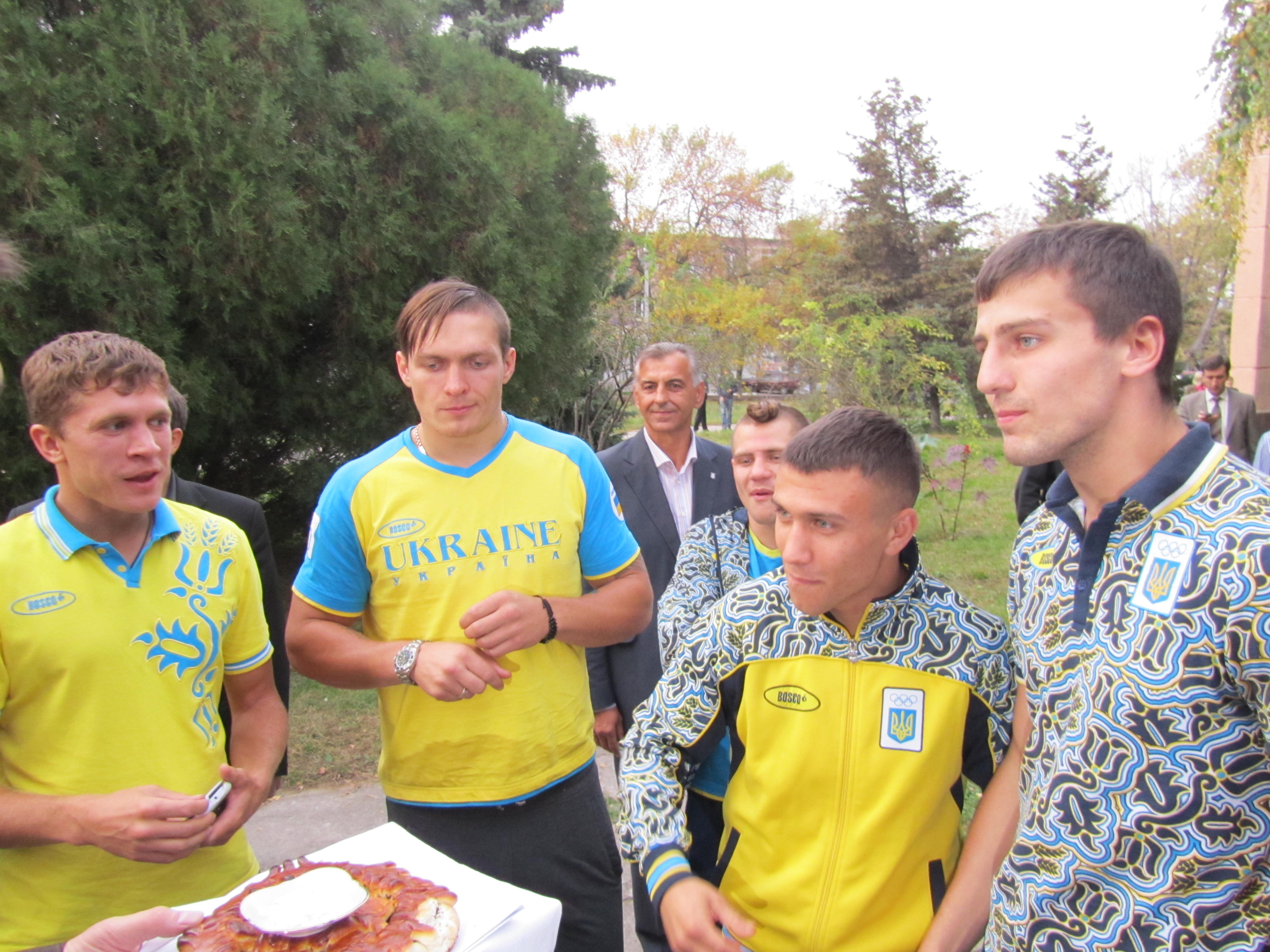
Українські Отамани (Шелестюк, Усик, Берінчик (ззаду), Ломаченко, Гвоздик)

### 2012–2013
Найлегша вага (50-54 кг): Микола Буценко, Віктор Гоголєв, Іван Ільницький, Олександр Ріскан.
Легка вага (57-61 кг): Денис Берінчик, Павло Іщенко, В'ячеслав Кислицин, Володимир Матвійчук, Дмитро Руденко, Василь Ломаченко.
Середня вага (67-73 кг): Артур Бутс, Іван Голуб, Дмитро Митрофанов, Олександр Стрецький, Євген Барабанов.
Напівважка вага (80-85 кг): Олександр Гвоздик, Сергій Лапін, Денис Пояцика, Денис Солоненко.
Важка вага (понад 91 кг): Анатолій Антонюк, Ростислав Архипенко, Олександр Усик, Віктор Вихрист, Дмитро Руденький.

### 2013–2014
Вагова категорія 49 кг.: Вадим Кудряков, Оганес Даніелян, Денис Козарук, Дмитро Замотаєв.
Вагова категорія 52 кг.: Азат Усеналіев, Денис Шкарубо, Олександр Шепелюк.
Вагова категорія 56 кг.: Микола Буценко, Ара Авакянм, Іван Ільницький, Ігор Магурін, Владислав Ветошкін.
Вагова категорія 60 кг.: Павло Іщенко, Едгарас Скурделіс, Валентин Головко, Олег Прудкий.
Вагова категорія 64 кг.: Денис Берінчик, Евалдас Петраускас, В'ячеслав Кисліцін, Мгер Оганисян, Батіржон Ахмедов.
Вагова категорія 69 кг.: Денис Лазарєв, Віталій Константінов, Станіслав Скороход, Максим Конишев, Ярослав Самофалов, Горлачов Ігор.
Вагова категорія 75 кг.: Дмитро Митрофанов, Іван Голуб, Руслан Щелєв, Олександр Стрецький, Владислав Войталюк.
Вагова категорія 81 кг.: Олександр Гвоздик, Олександр Ганзуля, Олександр Хижняк, Сергій Лапін, Владислав Михайлов.
Вагова категорія 91 кг.: Сергій Корнєєв, Геворг Манукян, Денис Пояцика, Сергій Радченко, Павло Дорошилов, Арсен Азізов.
Вагова категорія + 91 кг.: Ростислав Архипенко, Єгор Плевако, Віктор Вихрист, Владислав Сіренко, Ігор Шевадзуцькій, Бенс Бенквет.

### 2014–2015
Вагова категорія 49 кг.:Хасанбой Дусматов.
Вагова категорія 52 кг.: Азат Усеналієв.
Вагова категорія 56 кг.:Микола Буценко .
Вагова категорія 60 кг.: Олег Прудкий.
Вагова категорія 64 кг.: Володимир Матвійчук.
Вагова категорія 69 кг.: Олег Зубенко.
Вагова категорія 75 кг.: Хоршид Норматов.
Вагова категорія 81 кг.: Олександр Хижняк.
Вагова категорія 91 кг.: Денис Пояцика
Вагова категорія + 91 кг.: Ігор Шевадзуцькій.

## Бої

### 2012–2013
Бої сезону:
| Дата              | Місце               | Суперник                     | Рез-т | Прим.  |  |
| 16 листопада 2012 | Київ, Україна       | Вовки Астани (КАЗ)           | 2:3   | [ 2 ]  |  |
| 23 листопада 2012 | Ганновер, Німеччина | Німецькі Орли (GER)          | 2:3   | [ 3 ]  |  |
| 8 грудня 2012     | Мілан, Італія       | Італійський Грім (ITA)       | 1:4   | [ 4 ]  |  |
| 14 грудня 2012    | Київ                | Американські Нокаутери (США) | 4:1   | [ 5 ]  |  |
| 11 січня 2013     | Київ                | Британські Леви (GBR)        | 4:1   | [ 6 ]  |  |
| 18 січня 2013     | Астана, Казахстан   | Вовки Астани (КАЗ)           | 1:4   | [ 7 ]  |  |
| 1 лютого 2013     | Київ                | Німецькі Орли (GER)          | 5:0   | [ 8 ]  |  |
| 8 лютого 2013     | Київ                | Італійський Грім (ITA)       | 4:1   | [ 9 ]  |  |
| 22 лютого 2013    | США                 | Американські Нокаутери (США) | 0:5   | неявка |  |
| 1 березня 2013    | Англія              | Британські Леви (GBR)        | 3:2   | [ 11 ] |  |
| 22 березня 2013   | Київ                | Вогні Баку (AZR)             | 5:0   | [ 12 ] |  |
| 30 березня 2013   | Баку, Азербайджан   | Вогні Баку (AZR)             | 1:4   | [ 13 ] |  |
| 14 квітня 2013    | Італія              | Італійський Грім (ITA)       | 1:4   | [ 14 ] |  |
| 19 квітня 2013    | Київ                | Італійський Грім (ITA)       | 5:0   | [ 15 ] |  |

### 2013–2014
| Дата              | Місце            | Суперник                         | Рез-т | Прим.  |  |
| 16 листопада 2013 | Київ, Україна    | Американські Нокаутери (США)     | 4:1   | [ 16 ] |  |
| 7 грудня 2013     | Бровари, Україна | Аргентинські кондори (Аргентина) | 5:0   | [ 17 ] |  |
| 13 грудня 2013    | Бровари, Україна | Італійський Грім (Італія)        | 4:1   | [ 18 ] |  |
| 11 січня 2014     | Алжир            | Algeria Desert Hawks (Алжир)     | 1:4   |        |  |
| 18 січня 2014     | Маямі, США       | Американські Нокаутери (США)     | 2:3   |        |  |
| 1 лютого 2014     |                  | Німецькі Орли (Німеччина)        |       |        |  |
| 8 лютого 2014     |                  | Аргентинські кондори (Аргентина) |       |        |  |
| 22 лютого 2014    |                  | Італійський Грім (Італія)        |       |        |  |
| 1 березня 2014    |                  | Algeria Desert Hawks (Алжир)     |       |        |  |
| 8 березня 2014    |                  | Німецькі Орли (Німеччина)        |       |        |  |